# No Matter What
«No Matter What» "No importa que" es una canción de T.I. producida por Danja y lanzada por Warner Music en América Anglosajona, durante el segundo cuarto de 2008, como el primer sencillo del sexto álbum de estudio del rapero, Paper trail.

## Video musical
El video musical de "No matter what" fue dirigido por el mismo T.I. junto a James Lopez y rodado en Atlanta, Georgia, Estados Unidos. Su estreno lo realizó en el programa FN Premieres de MTV el 27 de junio de 2008 y, posteriormente, el 2 de julio de 2008, en el programa 106 & Park de BET.
El video musical de "No matter what" fue nominado en la categoría Mejor Video musical Masculino de los MTV Video Music Awards 2008, mas perdió frente al video musical de "With you" de Chris Brown.

## Rendimiento en las listas musicales de sencillos

### América
En América "No matter what" no tuvo éxito; en América Anglosajona ingresó a las setenta primeras posiciones de la lista musical de sencillos de Canadá y a las ochenta primeras posiciones del Billboard Hot 100 de los Estados Unidos; y se convirtió en el segundo sencillo más exitoso de Paper trail en el continente.
En los Estados Unidos "No matter what" se debutó en la posición n.º 72 en el Billboard Hot 100 y se convirtió en el tercer sencillo de T.I. que sólo ingresa a las ochenta primeras posiciones del Hot 100 y en el segundo sencillo menos exitoso de Paper trail. El sencillo fue certificado disco de platino por la RIAA. Vendiendo un millón de copias en Estados Unidos,

## Listas musicales de sencillos

### Nacionales
| América        |                   |    |
| Canadá         | Canadian Hot 100  | 66 |
| Estados Unidos | Billboard Hot 100 | 72 |